# L’Écaille
L’Écaille település Franciaországban, Ardennes megyében. Lakosainak száma 260 fő (2022. január 1.). L’Écaille Bergnicourt, Roizy, Saint-Loup-en-Champagne, Saint-Remy-le-Petit, Bazancourt, Boult-sur-Suippe és Isles-sur-Suippe községekkel határos.

## Népesség
A település népességének változása:
| Lakosok száma | 119  | 115  | 118  | 170  | 243  | 259  | 275  | 279  | 272  | 260  |
|               | 1968 | 1982 | 1990 | 2006 | 2013 | 2015 | 2017 | 2019 | 2020 | 2022 |